# Handball-Regionalliga West 1974/75
Die Saison 1974/1975 der Handball-Regionalliga West der Männer war die 6. in ihrer Geschichte. Insgesamt 20 Mannschaften in einer Nord- und einer Südstaffel spielten um die westdeutsche Meisterschaft. Die beiden ersten jeder Staffel spielten um den Titel des Westdeutschen Meisters 1975. Dies schaffte der TuS Derschlag im Finale gegen TUSEM Essen.
In die Oberligen mussten mit dem VfB Homberg (Niederrhein), der HG Idar-Oberstein (Rheinland-Pfalz), nach einem Entscheidungsspiel gegen die punktgleiche TS Bendorf und dem HSV Bocklemünd (Mittelrhein) drei Mannschaften absteigen. Idar-Oberstein verzichtete auf ein Klassenverbleibsspiel gegen den SC Münster.

## Tabelle

### Staffel Nord
| Pl. | Verein                   | Sp | Tore    | Diff. | Punkte |
| --- | ------------------------ | -- | ------- | ----- | ------ |
| 1.  | TuS Derschlag            | 18 | 365:294 | +71   | 29:7   |
| 2.  | TUSEM Essen (A)          | 18 | 357:276 | +79   | 27:9   |
| 3.  | TV Oppum 1894            | 18 | 358:295 | +63   | 23:13  |
| 4.  | VfL Eintracht Hagen      | 18 | 344:324 | +20   | 20:16  |
| 5.  | Schalksmühler TV (N)     | 18 | 274:267 | +7    | 20:16  |
| 6.  | SC Herford               | 18 | 274:267 | +7    | 16:20  |
| 7.  | TuS Spenge               | 18 | 263:319 | −19   | 13:23  |
| 8.  | MTV Rheinwacht Dinslaken | 18 | 263:319 | −56   | 12:24  |
| 9.  | SC Münster 08            | 18 | 220:251 | −31   | 11:25  |
| 10. | VfB Homberg (N)          | 18 | 261:325 | −84   | 9:27   |

### Staffel Süd
| Pl. | Verein                 | Sp | Tore    | Diff. | Punkte |
| --- | ---------------------- | -- | ------- | ----- | ------ |
| 1.  | Bayer 04 Leverkusen    | 18 | 414:323 | +89   | 34:2   |
| 2.  | TV 05 Mülheim          | 18 | 332:256 | +76   | 30:6   |
| 3.  | TV 1913 Urmitz         | 18 | 357:319 | +36   | 24:12  |
| 4.  | TSV Alemannia Aachen   | 18 | 373:350 | +23   | 20:16  |
| 5.  | DJK BTB Aachen         | 18 | 314:299 | +15   | 18:18  |
| 6.  | TuS Niederpleis (N)    | 18 | 301:313 | −12   | 18:18  |
| 7.  | Polizei SV Koblenz (N) | 18 | 282:344 | −62   | 12:24  |
| 8.  | Turnerschaft Bendorf   | 18 | 332:378 | −46   | 10:26  |
| 9.  | HG Idar-Oberstein      | 18 | 322:365 | −43   | 10:26  |
| 10. | HSV Bocklemünd         | 18 | 275:348 | −73   | 4:32   |

Entscheidungsspiele Platz 8/9: HG Idar-Oberstein – TS Bendorf 22:22, 18:26

## Meisterschafts-Play-off
TUSEM Essen – Bayer 04 Leverkusen 29:23, 20:19

TV 05 Mülheim – TuS Derschlag 15:17, 14:24
TUSEM Essen – TuS Derschlag 18:16, 16:20

TuS Derschlag damit Westdeutscher Meister 1975 und Aufsteiger in die Bundesliga Staffel Nord.

## Relegationsspiele
SC Münster 08 – HG Idar-Oberstein Idar-Oberstein verzichtet

## Entscheidungen
|     | Qualifikation Finalspiele um die Westdeutsche Meisterschaft |
|     | Abstieg in die Oberligen                                    |
| (N) | Aufsteiger der letzten Saison                               |
| (A) | Absteiger aus der Bundesliga der letzten Saison             |

Absteiger aus der 1. Bundesliga:

keiner
Aufsteiger aus den Oberligen:
- TuS Nettelstedt (1. Westfalen)
- HC TuRa Bergkamen (2. Westfalen)
- TV Angermund 09 (1. Niederrhein)
- Spfr. Hamborn 07 (2. Niederrhein)
- Bonner TV 1860 (1. Mittelrhein)
- TSV Bayer Dormagen (2. Mittelrhein)
- TV 1868 Weißenthurm (1. Rheinland)
- TV 08 Kärlich (2. Rheinland)

Aufgrund der Erweiterung der Staffeln auf zwölf Mannschaften steigen aus jeder Oberliga zwei Mannschaften auf.